# Aeroport Internacional d'Antalya

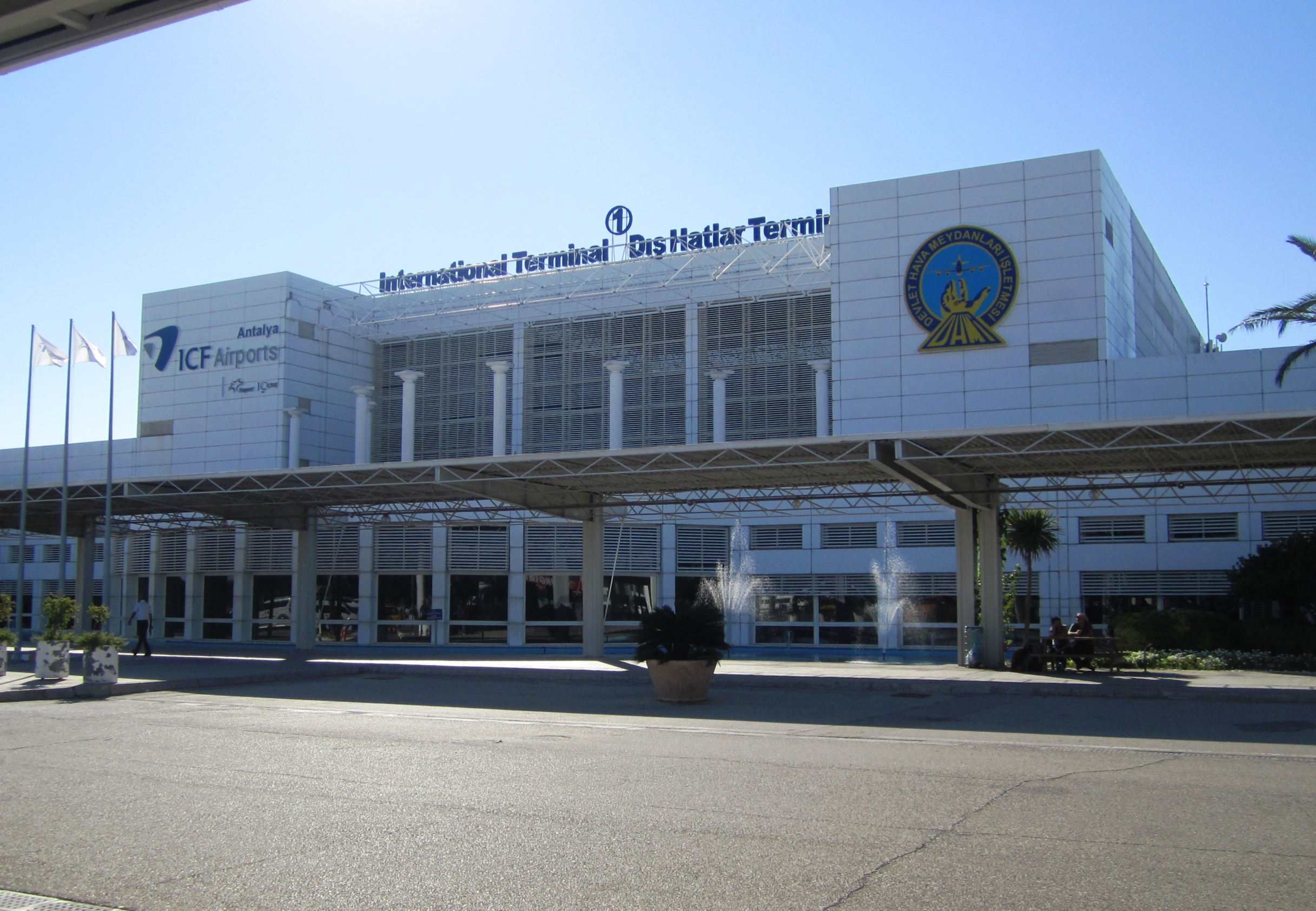
Terminal de vols internacionals del Aeroport d'Antalya

Aeroport Internacional d'Antalya (turc: Antalya Uluslararası Havalimanı, IATA: AYT, ICAO: LTAI) és un aeroport civil a Antalya, Turquia, en servei des del 1960. És un dels dos aeroports internacionals a la Província d'Antalya. L'altre aeroport a la província és l'Aeroport Internacional de Gazipaşa, en el districte de Gazipaşa, i distant 45 km de la vila turistica d'Alanya.